# Bølleblåfugl
Bølleblåfugl (Plebejus optilete) er en sommerfugleart fra Lycaenidae-familien. Den findes i dele af Europa, Asien, Nordafrika og det nordvestlige Nordamerika. I Danmark findes den spredt i landet i højmoser, hængesækmoser og fugtige heder med planterne tranebær og mosebølle. Bølleblåfuglen flyver i Danmark i juni og juli. Vingefanget er 25-30 millimeter.
Arten blev første gang videnskabeligt beskrevet af den tyske naturforsker August Wilhelm Knoch i 1781.
- Underside
- Han